# شون دنيس
شون دنيس (بالإنجليزية: Shaun Dennis) (20 ديسمبر 1969 بكيركالدي في المملكة المتحدة - 16 مايو 2025) هو لاعب كرة قدم بريطاني في مركز الدفاع. لعب مع ريث روفرز ونادي بريتشين سيتي ونادي هيبرنيان.

## وصلات خارجية
- شون دنيس على موقع قاعدة بيانات كرة القدم.إي يو (الإنجليزية)
- شون دنيس على موقع Soccerbase.com (لاعب) (الإنجليزية)